# Saint-Didier-au-Mont-d’Or
Saint-Didier-au-Mont-d’Or település Franciaországban, Métropole de Lyon különleges státuszú nagyvárosban (métropole: nagyjából „megyei jogú város”). Lakosainak száma 7405 fő (2022. január 1.). Saint-Didier-au-Mont-d’Or Poleymieux-au-Mont-d’Or, Champagne-au-Mont-d’Or, Limonest, Lyon és Saint-Cyr-au-Mont-d’Or községekkel határos.

## Népesség
A település népessége az elmúlt években az alábbi módon változott:
| Lakosok száma | 6466 | 6589 | 6802 | 6785 | 6951 | 7006 | 7124 | 7265 | 7405 |
|               | 2013 | 2015 | 2016 | 2017 | 2018 | 2019 | 2020 | 2021 | 2022 |